# Presa hinchable

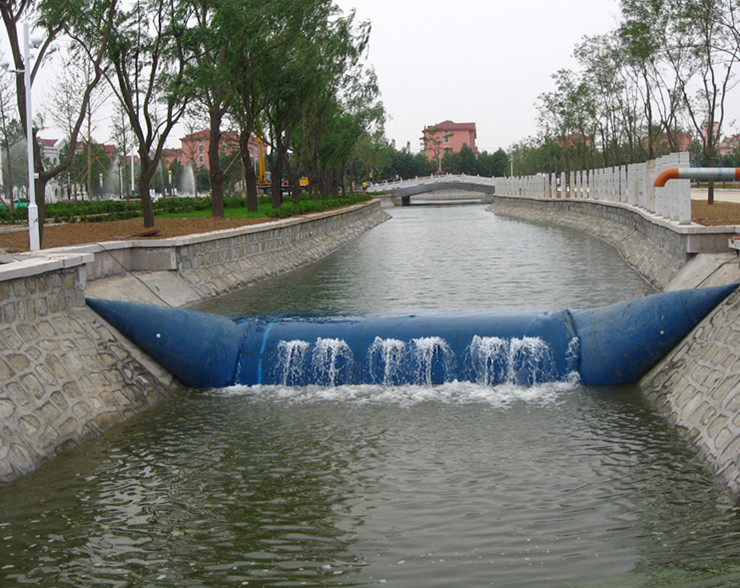
Presa hinchable

Presa hinchable es una presa formada por un tubo de plástico hinchable que permite ser llenado por agua, bloqueando el paso de agua hasta cierto punto y permitiendo la regulación del caudal, pueden ser utilizadas en forma inmediata en desbordes de ríos o arroyos, lagunas y como contención de líquidos de cualquier naturaleza, en circunstancias que requiera alguna forma de contención, como por ejemplo en obras viales o trabajos en la extracción de petróleo, donde se tienen que evitar los derrames de líquidos contaminantes.